# 下沙隧道
下沙隧道是浙江省杭州市钱塘快速路的一段隧道道路，是连接九堡东部和下沙东部的重要道路。可以实现快速穿过下沙地区到达钱塘过江隧道，极大缩短了通行时间。其于2022年8月20日通车。

## 道路设置
全段双向6车道，设计时速80km/h，全长约7.47km。

## 相交道路
详见钱塘快速路的快速路出入口及立交列表。共三处出入口。